# Club désert
Albums de Viktor Lazlo
Viktor Lazlo
(1987) Mes poisons délicieux
(1991)
Le troisième album studio de la chanteuse Viktor Lazlo paraît en 1989 en deux éditions différentes. Intitulé Club désert pour la francophonie et le Japon, il est renommé Hot and Soul pour une distribution internationale (Europe, Afrique du Sud, Australie...).

## Club désert (1989)
1. Solo (club désert) (Boris Bergman / Jack Van Poll) 3:20
2. Premier rôle (Boris Bergman / Charles Geurts - Marc Nocquet) 3:24
3. Long distance (l'automne à Vienne) (Maxime Le Forestier - Joëlle Kopf / Guybert Cadière - Viktor Lazlo - Claude Bofane) 4:08
4. Amour puissance six (Serge Gainsbourg / Guybert Cadière - Claude Bofane - Viktor Lazlo) 4:12
5. Fever (Marc Moulin) 4:29
6. In the midnight sky (Patricia Maessen / Evert Verhees - Jan Walravens) 3:57
7. Le grisbi (Marc Lanjean / Jean Wiener) 3:17
  - thème du film "Touchez pas au grisbi"
8. La cité (Boris Bergman / Roland Bindi - Christophe Vervoort) 4:49
9. Tell me "pourquoi pas" (David Linx / Nicolas Fiszman) 3:52
10. Maxime (Viktor Lazlo - David Linx / Kevin Mulligan) 4:03
11. Baisers (Bernard Lavilliers) 4:23
12. Pygmy world (B.J. Scott / Raphaël Schillebeeckx) 4:06

## Hot and soul (1989)
1. City never sleeps (Rob Davis) 4:12
2. Hot & soul (C. Geurts - M. Noquet - B. Bergman - D. Linx - V. Lazlo) 4:14
3. In the midnight sky (Patricia Maessen / Evert Verhees - Jan Walravens) 4:34
4. Long distance (Maxime Le Forestier - Joëlle Kopf / Guybert Cadière - Claude Bofane) 4:09
5. Fever (Marc Moulin) 4:28
6. Tell me "pourquoi pas" (David Linx / Nicolas Fiszman) 3:52
7. Quiet now (Jack van Poll) 3:16
8. Wish you were here (R. Bindi - C. Vervoort - D. Linx - V. Lazlo) 5:39
9. Amour puissance six (Serge Gainsbourg / Guybert Cadière - Claude Bofane - Viktor Lazlo) 5:24
10. Pigmy world (B.J. Scott / Raphaël Schillebeeckx) 4:07
11. Maxime (Viktor Lazlo - David Linx / Kevin Mulligan) 4:30

## Crédits
- Programmation claviers et synthés : Philippe Decock, Paolo Ragatzu, Marc Moulin, Evert Verhees, Nicolas Fiszman
- Piano : Philippe Decock
- Guitare : Patrick Deltenre, Kevin Mulligan, Eric Mellaerts
- Basse : Michel Hatzigeorgiou
- Sax : Johnny Griffin, Vincent Mardens
- Accordéon et bandonéon : Richard Galliano
- Percussions : Bashiri Johnson, Frank Michiels, Piau Da Cuica
- Drums : Bruno Castellucci, Phil Allaert
- Chœurs : David Linx, Viktor Lazlo
- Guitare acoustique, chœurs : Bernard Lavilliers

- Enregistré au studio Madeleine - Bruxelles
- Doublages : Quad Recording Studios - New York City, Studio Jet - Bruxelles, Studio Synsound - Bruxelles
- Mixé par : Mike Butcher au Studio Madeleine - Bruxelles, Dominique Blanc-Francard au Studio Guillaume Tell - Paris, Eric Calvi au Right Track Recording * * Studio - New York City
- Digital Mastering réalisé par Digipro - Bruxelles
- Produit par Lou Deprijck sauf Baisers produit par Bernard Lavilliers et Lou Deprijck
- Arrangements vocaux : David Linx

## Classements
| Pays      | Meilleure position |
| --------- | ------------------ |
| Suisse    | 22                 |
| Allemagne | 22                 |
| Pays-Bas  | 30                 |
| Québec    | 37                 |
| Japon     | 65                 |

## Singles
- Amour puissance six / La cité
- City never sleeps / Wish you were here (no 53 Pays-Bas)
- In the midnight sky / Tell me "Pourquoi pas"
- Baisers / Tell me "Pourquoi pas"
- Long distance (L'automne à Vienne) (au Canada uniquement)
- Premier rôle (au Canada uniquement)